# 2024年パリパラリンピックの難民選手団
2024年パリパラリンピックの難民選手団（2024ねんパリパラリンピックのなんみんせんしゅだん）は、2024年8月28日から9月8日までフランスのパリで開催された2024年パリパラリンピックに出場した難民の選手団である。
パラテコンドーのザキア・フダダディがパラリンピック難民選手として初のメダルとなる銅メダルを獲得、パラ陸上競技400mのギヨームジュニオール・アタンガナも同じく銅メダルを獲得した。

## 選手団
| 選手                                 | 性別 | 出身国         | 居住国       | 競技                     | 種目          | クラス | 結果                | 出典          |
| ------------------------------------ | ---- | -------------- | ------------ | ------------------------ | ------------- | ------ | ------------------- | ------------- |
| ザキア・フダダディ                   | 女   | アフガニスタン | フランス     | パラテコンドー           | 47kg級        | K44    | 3位                 | [ 4 ]         |
| ギヨームジュニオール・アタンガナ     | 男   | カメルーン     | イギリス     | パラ陸上競技             | 400m          | T11    | 3位                 | [ 5 ]         |
| イブラヒム・アル・フセイン           | 男   | シリア         | ギリシャ     | パラトライアスロン       | -             | PTS3   | 6位                 | [ 6 ]         |
| サルマン・アバリキ                   | 男   | イラン         | ドイツ       | パラ陸上競技             | 砲丸投        | F34    | 9位                 | [ 7 ]         |
| ハディ・ダルビッシュ                 | 男   | イラン         | ドイツ       | パラ・パワーリフティング | 80kg          | -      | 6位                 | [ 8 ]         |
| サイード・アミール・ホセイン・プール | 男   | イラン         | ドイツ       | パラ卓球                 | -             | MS8    | 1回戦敗退           | [ 9 ]         |
| アメリオ・カストロ・グルエソ         | 男   | コロンビア     | イタリア     | 車いすフェンシング       | エペ サーブル | B      | 2回戦敗退 1回戦敗退 | [ 10 ] [ 11 ] |
| ハディ・ハッサンザダ                 | 男   | アフガニスタン | オーストリア | パラテコンドー           | 80kg級        | K44    | 1回戦敗退           | [ 12 ]        |